# Mocht de wereld op 'n dag...
Mocht de wereld op 'n dag... is het vijfentwintigste stripalbum uit de stripreeks Jeremiah. Het album is geschreven en getekend door Hermann Huppen. Het album verscheen bij uitgeverij Dupuis in de collectie Spotlight in 2004.

## Inhoud
Wanneer Jeremiah en Kurdy voor een ingestorte brug zonder benzine komen te staan, treffen ze een groep die achtervolgd wordt. In ruil voor benzine escorteren ze het konvooi door een versteende en witachtige omgeving waar levensgevaarlijke omstandigheden heersen. Tussen de groep en de achtervolgers ontwikkelt zich een kat-en-muisspel, waarbij Jeremiah en Kurdy niet doorhebben dat er ook nog een moordenaar uit is op hun ondergang. Er wordt een meisje tegen wil en dank vastgehouden.